# Bellidilia
Bellidilia is een geslacht van kreeftachtigen uit de klasse van de Malacostraca (hogere kreeftachtigen).

## Soorten
- Bellidilia cheesmani (Filhol, 1886)
- Bellidilia laevis (Bell, 1855)
- Bellidilia undecimspinosa (Kinahan, 1856)